# Saint-Blaise-sur-Richelieu
Pour les articles homonymes, voir Saint-Blaise.
Saint-Blaise-sur-Richelieu est une municipalité du Québec (Canada), située dans la municipalité régionale de comté du Haut-Richelieu, dans la région administrative de la Montérégie.

## Toponymie
Elle est nommée en l'honneur de Blaise de Sébaste.

## Histoire
Déjà, dans les années 1830, le village nommé Saint-Blaise existait, puisqu'on rapporte que c'est là qu'une veuve suisse du nom d'Henriette Feller s'établit pour y fonder la première église baptiste du Québec et une institution d'enseignement connue sous le nom d'Institut Feller qui a fonctionné de 1836 à 1967.
La municipalité a été formée en 1892 à partir de détachements des paroisses de Saint-Jean-l'Évangéliste (Saint-Jean-sur-Richelieu), Sainte-Marguerite-de-Blairfindie (L'Acadie) et de Saint-Valentin. Située sur la rive ouest du Richelieu, cette municipalité est reconnue pour ses pratiques agricoles à grande échelle.

Le 10 août 1898, la paroisse Sainte-Élisabeth, à Montréal, organise un pèlerinage à Saint-Blaise-sur-Richelieu. La publicité apparaissant dans La Patrie du 5 août 1898 dit: 

« Saint Blaise est particulièrement invoqué pour la guérison des maux de gorge. Ceux qui veulent être guéris ou préservés de ces maux s'approchent de prêtres qui, tenant à la main deux cierges bénis, d'après une formule approuvée par la Saint Siège, les appliquent sur le cou des pèlerins et récitent sur eux cette prière : "Par l'intercession de Saint Blaise, évêque et martyr, que le Seigneur vous préserve du mal de gorge et de tout autre mal [...]" En ce pays, où cette dévotion est introduite depuis quelques années, on lui attribue un grand nombre de guérison miraculeuse. Profitons de l'occasion qui nous est offerte et allons en foule au sanctuaire de Saint Blaise pour y vénérer la relique de ce grand saint, et recevoir l'application des cierges bénis en son honneur. »

 À la vérité, on cherchait avec cette manière de faire à se prémunir du goitre et ce n'est qu'au XXe siècle, qu'on découvrira que cette maladie était due au manque d'iode. Et c'est la raison pour laquelle on introduira de l'iode dans le sel de table. D'où le sel iodé. Au Québec, on remarquait le goitre dans les paroisses où la population ne consommait guère de poisson, de poisson d'eau salée riche en iode.
La municipalité fut gravement touchée par les inondations du bassin du lac Champlain et de la rivière Richelieu en 2011.

## Géographie
La rivière Richelieu délimite l'est de la municipalité en coulant vers le nord.

## Démographie
| 1921 | 1931 | 1941 | 1951  | 1956  | 1961  | 1966  | 1971  | 1976  |
| ---- | ---- | ---- | ----- | ----- | ----- | ----- | ----- | ----- |
| 906  | 792  | 801  | 1 027 | 1 108 | 1 164 | 1 216 | 1 337 | 1 270 |

| 1981  | 1986  | 1991  | 1996  | 2001  | 2006  | 2011  | 2016  | 2021  |
| ----- | ----- | ----- | ----- | ----- | ----- | ----- | ----- | ----- |
| 1 481 | 1 671 | 1 893 | 2 067 | 1 997 | 2 050 | 1 837 | 2 066 | 2 092 |

## Administration
Les élections municipales se font en bloc pour le maire et les six conseillers.
| Élection | Maire                  | Qualité  | Résultat |
| --- | ---------------------- | -------- | -------- |
| 2003 | Ginette Bieri-Dusmenil |          | Voir     |
| 2005 | Ginette Bieri-Dusmenil | Voir     |          |
| 2009 | Jacques Desmarais      | Policier | Voir     |
| 2013 | Jacques Desmarais      | Policier | Voir     |
| 2017 | Jacques Desmarais      | Policier | Voir     |
| 2021 | Sylvain Raymond        |          | Voir     |
| Élection partielle en italique Depuis 2005, les élections sont simultanées dans toutes les municipalités québécoises |                        |          |          |